# Arbeitsschutzmanagementsystem
Ein Arbeitsschutzmanagementsystem (AMS) soll Unternehmen in prozesshafter Weise dazu dienen, in ihren Betrieben Arbeitsunfälle, arbeitsbedingte Verletzungen und Erkrankungen zu vermeiden sowie generell die Gesundheit der Beschäftigten am Arbeitsplatz zu schützen. Verschiedene Leitfäden und Standards beinhalten Vorgaben dazu.

## Standards für AMS
AMS BAU ist ein branchenspezifisches Arbeitsschutzmanagementsystem für Mitgliedsbetriebe der Berufsgenossenschaft der Bauwirtschaft (BG BAU). Das Konzept AMS BAU basiert auf dem in der Bundesrepublik Deutschland im Juni 2002 beschlossenen "Nationalen Leitfaden für Arbeitsschutzmanagementsysteme (NLF)".
BGW AMS und BGW qu.int.as sind Umsetzungshilfen der Berufsgenossenschaft für Gesundheitsdienst und Wohlfahrtspflege (BGW) für Betriebe, die die Sicherheit und Gesundheit ihrer Beschäftigten bei der Arbeit systematisch organisieren wollen. Das BGW AMS ist ein eigenständiges Arbeitsschutzmanagementsystem, das auf der Grundlage des Nationalen Leitfadens für Arbeitsschutzmanagementsysteme (NLF) entwickelt wurde. BGW qu.int.as hingegen wird in ein bestehendes Qualitätsmanagementsystem nach DIN EN ISO 9001:2015 integriert. Mitgliedsbetriebe der BGW können für ihr BGW AMS oder BGW qu.int.as ein Gütesiegel beantragen.
ASCA ist ein Arbeitsschutz und Sicherheitstechnischer Check in Anlagen, den das Land Hessen im Jahr 1993 für seine Aufsichtsbehörden erstellt hat. Er besteht aus diversen Checklisten, zum Beispiel für die Meisterebene oder für die Dokumente im Arbeits- und Gesundheitsschutz, die das Auffinden und Beseitigen von Systemfehlern in der Arbeitsschutzorganisation von Anlagenbetreibern ermöglichen.
ILO-OSH 2001, der Leitfaden für Arbeitsschutzmanagementsysteme der International Labour Organization (ILO, Arbeitsschutzorganisation der UN), ist weltweit anerkannt. Er wurde weitgehend inhaltsgleich in Deutschland im Nationalen Leitfaden für Arbeitsschutzmanagementsysteme umgesetzt, für dessen Umsetzung z. B. die bayerische Gewerbeaufsicht Zertifikate ausstellen kann. Es handelt sich bei ILO-OSH aber nicht um eine Norm. In den Anhängen B.3 und B.4 in OHSAS 18002:2008 wird OHSAS 18001:2007 mit ILO-OSH verglichen.
ISO 45001 hat dieselbe Grundstruktur wie ISO 9001 und ISO 14001 und basiert auf ILO-OSH 2001, OHSAS 18001 und nationalen Normen. 
SCC bedeutet Sicherheits Certifikat Contraktoren. Kontraktoren sind technische Dienstleister für die Petro- oder Großchemie und andere. Im Grunde ist es kein Managementsystem, sondern eher ein Fragenkatalog, der 1994 in den Niederlanden erstellt wurde. Eine Zertifizierung nach diesem Standard ist möglich.

OHRIS (Occupational Health and Risk Management System) ist ein Arbeitsschutzmanagementsystem-Konzept zur nachhaltig wirksamen Verbesserung des Schutzes der Beschäftigten vor arbeitsbedingten Gefahren und der Sicherheit technischer Anlagen. Entwickelt wurde es gemeinsam von der bayerischen Gewerbeaufsicht und der Wirtschaft. OHRIS kann in Organisation aller Branchen und Größen eingeführt werden.
OHRIS erfüllt die Vorgaben folgender nationaler und international anerkannten Spezifikationen:
- Leitfaden für Arbeitsschutzmanagementsysteme der Internationalen Labour Organization (ILO) „Guidelines on occupational     safety and health management systems – ILO-OSH 2001“,
- Leitfaden des Länderausschusses für Arbeitsschutz und Sicherheitstechnik (LASI): Arbeitsschutzmanagementsysteme „Spezifikation zur freiwilligen Einführung, Anwendung und Weiterentwicklung von Arbeitsschutzmanagementsystemen (AMS)“ LV 21.[6]
- Nationaler Leitfaden zu Arbeitsschutzmanagementsystemen.

OHRIS erfordert keine Fremdzertifizierung und verursacht keine dadurch bedingte Kostenbelastung für die Unternehmen. Die bayerischen Gewerbeaufsichtsämter beraten Unternehmen kostenlos bei der freiwilligen Einführung eines betrieblichen Arbeitsschutzmanagementsystems auf der Grundlage von OHRIS und führen auf Wunsch die Prüfung des betrieblichen Arbeitsschutzmanagementsystems durch und erkennen – nach einer erfolgreichen Prüfung – das System an.
Die Grundlagen zu OHRIS und alle erforderlichen Hilfsmittel zu seiner Einführung und Anwendung wurden vom Bayerischen Umweltministerium in der Broschüre „Das OHRIS-Gesamtkonzept“ veröffentlicht und können dort kostenlos bestellt bzw. heruntergeladen werden. Zusätzlich stehen im Internet periodisch aktualisierte Prüflisten für das interne Audit – als Textdatei und als Datenbankanwendung – zur Verfügung.
Richtlinien für AMS, die von den für Arbeitsschutz zuständigen Landesministerien empfohlen werden, sind: LASI LV 21 „Spezifikation zur freiwilligen Einführung, Anwendung und Weiterentwicklung von Arbeitsschutzmanagementsystemen (AMS)“ sowie LASI LV 22 „Arbeitsschutzmanagementsysteme – Handlungsanleitung zur freiwilligen Einführung und Anwendung von Arbeitsschutzmanagementsystemen (AMS) für kleine und mittlere Unternehmen (KMU)“.
Außerdem hat der Hauptverband der gewerblichen Berufsgenossenschaften (HVBG), heute die Deutsche Gesetzliche Unfallversicherung (DGUV e.V.; seit der Fusion mit dem Bundesverband der Unfallkassen 2007), die Broschüre „5 Bausteine für einen gut organisierten Betrieb“ erstellt. Hier sind auf 20 Seiten die wichtigsten Forderungen an ein AMS zusammengefasst.

## Gründe für ein AMS
Unfallursache Nummer 1 sind heutzutage Verhaltens- und Organisationsmängel. Diese sind am besten mit einem AMS zu bekämpfen. Betriebe, die ein AMS vorweisen können, werden von den Aufsichtsbehörden seltener und ungenauer kontrolliert. Das ist vorteilhaft für beide Seiten. In Betrieben mit Betriebsräten oder Personalräten ist es jedoch erforderlich, dass diese Arbeitnehmervertretung genügend Kompetenz in der internen Auditierung nach dem von ihrem Unternehmen ausgewiesenen Zertifikat aufbaut, da die gesetzlich geregelten Beziehungen der Arbeitnehmervertretung zu Aufsichtsbehörden und Berufsgenossenschaften nicht für die Beziehung zu Zertifizierungsunternehmen gelten.
Mittelfristig reduziert sich die Unfallhäufigkeit, was wiederum zu weniger Ausfallzeiten, Störfällen und Störungen im Betriebsablauf führt. Engagement und Loyalität der Beschäftigten sowie die Attraktivität des Unternehmens für potenzielle neue Mitarbeiter steigen. Das Unternehmen kann besser an den demographischen Wandel angepasst werden. Die oberste Leitung wird in ihrer Rechtssicherheit gestärkt.

## Haftungsrisiken im Arbeitsschutz
Die wichtigsten bundesdeutschen Rechtsquellen für mögliche Verstöße im Arbeits- und Gesundheitsschutz sind:
- § 823 BGB Schadensersatz (allgemein)
- § 104 SGB VII Beschränkung der Haftung der Unternehmer
- § 105 SGB VII Beschränkung der Haftung anderer im Betrieb tätiger Personen,
- § 106 SGB VII Beschränkung der Haftung anderer Personen
- § 108 SGB VII Bindung der Gerichte
- § 110 SGB VII Haftung gegenüber dem Sozialversicherungsträger

Der Arbeitgeber hat nach § 3 Arbeitsschutzgesetz unter anderem „für eine geeignete Organisation zu sorgen und die erforderlichen Mittel bereitzustellen“. Verletzt er seine Pflichten vorsätzlich, so entfallen die im Sozialgesetzbuch VII genannten und oben aufgeführten Haftungsbeschränkungen. Bei grob fahrlässigem Handeln haftet der Arbeitgeber gegenüber den Sozialversicherungsträgern für die entstandenen Aufwendungen. Näheres regelt § 110 SGB VII.

## AMS nach SCC / SCP
Typische nach SCC Sicherheits Certifikat Contraktoren zertifizierte Unternehmen sind Montagebetriebe, Elektroserviceunternehmen, Reinigungs- und Entsorgungsbetriebe, die auf dem Gelände von Petrochemie- oder sonstigen Großchemieunternehmen handwerkliche Arbeiten durchführen.
Nach SCP (Sicherheits Certifikat für Personaldienstleister) können Leiharbeitsfirmen zertifiziert werden, die für dieselbe Zielgruppe Leiharbeitnehmer zur Verfügung stellen. Auch hier wird ein AMS verlangt.
Die Gemeinsamkeiten mit ehemaligen OHSAS 18001 sind sehr groß. Es gibt allerdings auch Unterschiede. Von Kontraktoren eingesetzte Subunternehmen müssen ebenfalls ein Zertifikat oder ein geprüftes AMS aufweisen. Die operativen Führungskräfte der Kontraktoren müssen eine Prüfung von einer akkreditierten Organisation erfolgreich bestehen. SCC und SCP machen strenge Vorgaben für die Unfallzahlen der Kontraktoren (1000-Mann-Quote). Wer die Grenzwerte überschreitet beziehungsweise bestimmte sonstige harte Kriterien nicht erfüllt, erhält kein SCC-Zertifikat. Darüber hinaus werden auch grundlegende Bestimmungen des Umweltschutzes von den Zertifizierern mit geprüft. Daher wird dieses Managementsystem auch SGU – Sicherheit Gesundheit Umweltschutz – genannt.
SCC und SCP sind geschützte, akkreditierte und zertifizierbare Verfahren.